# آوده پیکلا
عود پکلا (به هلندی: Oude Pekela) یک منطقهٔ مسکونی در هلند است که در پیکلا واقع شده‌است. عود پکلا ۷٬۹۹۰ نفر جمعیت دارد.